# 洋口戰鬥
洋口戰鬥發生於1931年4月25日－5月15日，地點則是在中國贛東北部廣豐一帶。該戰鬥是國共內戰前期主要戰鬥之一，交戰一方為中華民國國民革命軍，另一方則為中國共產黨所領導之中國工農紅軍。